# Savva Lika

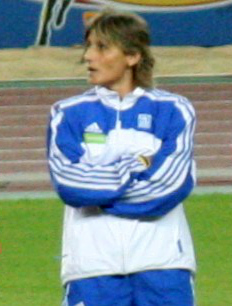
Savva Lika bei den Weltmeisterschaften 2007

Sávva Líka (griechisch Σάββα Λίκα, albanisch Vojsava Lika, * 27. Juni 1970 in Korça) ist eine ehemalige griechische Speerwerferin albanischer Herkunft.
1997 übersiedelte sie nach Griechenland.
2004 wurde sie bei den Olympischen Spielen in Athen Neunte. Bei den Weltmeisterschaften 2005 in Helsinki und bei den Europameisterschaften 2006 in Göteborg schied sie in der Qualifikation aus. Beim Weltcup 2006 in Athen wurde sie Sechste und bei den Weltmeisterschaften 2007 in Osaka Fünfte.
Einem Vorrundenaus bei den Olympischen Spielen 2008 in Athen folgte ein achter Platz bei den Weltmeisterschaften 2009 in Berlin.
2003, 2004, 2006 und 2008 wurde sie griechische Meisterin.

## Persönliche Bestleistungen
- Speerwurf: 63,13 m, 31. August 2007, Osaka
- Kugelstoßen: 13,06 m, 30. Mai 2004, Moskau